# Holorusia umbrina
Holorusia umbrina är en tvåvingeart som först beskrevs av Christian Rudolph Wilhelm Wiedemann 1828.  Holorusia umbrina ingår i släktet Holorusia och familjen storharkrankar. Inga underarter finns listade i Catalogue of Life.